# Commotio (Nielsen)
 For alternative betydninger, se Commotio. (Se også artikler, som begynder med Commotio)
Commotio, opus 58, er et værk for orgel af Carl Nielsen. Han komponerede det mellem juni 1930 og februar 1931 som sit sidste større værk.
Den første offentlige opførelse foregik i Aarhus Domkirke den 14. august 1931, hvor værket blev spillet af Emilius Bangert.

## Eksterne links
Link til Carl Nielsen Udgavens praktisk/videnskabelige digitale udgave:
- Klaver- og Orgelværker

- Commotio, opus 58: Forord og indledning på side xlix; Trykte noder på side 203